# 艾昂里弗鎮區 (密歇根州)
艾昂里弗鎮區（英語：Iron River Township）是位於美國密歇根州艾昂縣的一個行政鎮區。

## 地方資料
艾昂里弗鎮區的面積為631.80平方千米，當中陸地面積為620.40平方千米，而水域面積為11.40平方千米。根據2020年美國人口普查的數據，當地共有人口1052人，而人口密度為每平方千米1.67人。